# Jean Renaud-Dandicolle
Pour les articles homonymes, voir Jean Renaud et Renaud (homonymie).
Jean Renaud-Dandicolle (Bordeaux 8 novembre 1923 — 8 juillet 1944)  fut, pendant la Seconde Guerre mondiale, un agent français du Special Operations Executive, qui fédéra et dirigea le maquis de Saint-Clair dans le Calvados durant le premier semestre 1944. Il disparut, exécuté par les Allemands le 8 juillet 1944.

## Biographie

### Enfance
1923. Jean Renaud-Dandicolle naît le 8 novembre à Bordeaux.
Il grandit au château du Grand Puch, dont ses parents sont propriétaires, 11 route de Sallebœuf, 33750 Saint-Germain-du-Puch. Scolarité au lycée de Longchamps, à Bordeaux : 37-38, seconde A' ; 38-39, première A' ; 39-40, Philosophie.
1940. Au moment de la défaite française, en juin, il est encore lycéen. Après son baccalauréat, se destinant à la profession d’avocat, il s’inscrit à la faculté de droit de Bordeaux.

### Résistance, en Aquitaine
1941-1942. Ses études se poursuivent, ponctuées par les étapes suivantes :
> Certificat de littérature française, mention passable, en juin 1941.
> Diplôme de Bachelier en Droit, accordé le 11 juillet 1942.
> Pourvu des quatre certificats d'études supérieures (Littérature française, Morale sociologie, Histoire moderne, Équivalence d'un baccalauréat en Droit), il est déclaré digne du licencié ès Lettres, le 9 octobre 1942.
> Inscription à l'École libre des sciences politiques, à Paris, le 12 octobre 1942, pour le premier terme de l'année scolaire (1er oct. 42-15 fév. 43).
Ne pouvant rester impassible face à l’occupation allemande, il rejoint la résistance bordelaise, auprès d'André Grandclément, responsable de l'Organisation civile et militaire dans le sud-ouest.
1943
- Février. Il termine un conte, Le Voyage de Bali, de l'immortalité de l'âme[3], commencé en décembre 1942.
- Il quitte définitivement l’université, se consacrant désormais exclusivement à la résistance. Il devient l'assistant de Claude de Baissac, chef du réseau SCIENTIST du Special Operations Executive, après que celui-ci a conclu des accords avec André Grandclément.
- Juillet. En zone nord, le démantèlement du réseau Prosper-PHYSICIAN commencé fin juin, est complet. Maintenant, c'est le réseau SCIENTIST, dans le sud-ouest, qui est l'objet de nombreuses arrestations. À la suite d’une trahison, Jean est recherché et doit se réfugier à Paris. De Baissac lui-même, qui est rappelé à Londres, veut y emmener son second.
- Août. Dans la nuit du 19 au 20, un Lysander ramasse Jean près de Villefranche-sur-Saône[4], et l'amène en Angleterre trois jours après Claude de Baissac. Il y reçoit une formation militaire, puis il est nommé officier du SOE, devenant ainsi le lieutenant "John Danby" dans l’armée britannique.

- Novembre. Le 11, s'apprêtant à partir le lendemain en mission, il rédige une lettre. En réalité, il ne pourra partir que deux mois plus tard.

### Mission du SOE en France
1944
Définition de la mission : sous le nom de guerre de « René », il vient organiser un réseau, appelé VERGER, dans une zone qui s'étend du nord de la Mayenne jusqu’aux abords de Caen, en liaison avec Claude de Baissac « Denis », chef du réseau SCIENTIST, et sous son autorité. Il fédérera et développera les groupes de résistance dans la zone : en septembre 1943, André Le Nevez, André Masseron et Henri Lampérière ont formé l’embryon du futur maquis de Saint-Clair, au sud de Caen, entre Falaise et Condé-sur-Noireau, dans la région du bocage virois, près de Pierrefitte-en-Cinglais.
- Janvier. Le 29, il est parachuté en France.
- Début mars 1944, il rejoint le Réseau Navarre de Paul Janvier en Mayenne. Il est bientôt rejoint par un radio, Maurice Larcher « Vladimir », originaire de l’Île Maurice

- Jean travaille essentiellement avec des groupes appartenant à l’OCM (Organisation civile et militaire) disposés à l’action mais aussi formés au renseignement : les groupes de Barbery, Bretteville-sur-Laize, Cesny-Bois-Halbout et Pont-d'Ouilly. Il va les fédérer, les armer et les diriger.
- Mai. Renaud-Dandicolle fait procéder à des parachutages pour équiper ses troupes. Les fermiers Georges et Eugénie Grosclaude mettent leur ferme du plateau de Saint-Clair à sa disposition pour qu'il y installe son PC et le poste émetteur de « Vladimir », ainsi que pour y stocker les armes parachutées.
- Dès le début de juin 1944, Paul Janvier indique que Jean Renaud-Dandicolle et Maurice Larcher partent pour se diriger vers Pont-d’Ouilly, ayant reçu de nouvelles missions à remplir de ce côté. Ils ne reviendront pas.
- Juin. Le 5 au soir, le message personnel « Le champ du laboureur dans le matin brumeux » met le maquis de Saint-Clair en alerte. Peu après le débarquement, alors que les Alliés se trouvent gênés par le manque d’information sur la situation et sur les moyens de l’ennemi, il est amené à monter sur le front britannique une importante opération de renseignement tactique analogue à celle que, quelques jours plus tard, la mission HELMSMAN du capitaine Jack Hayes conduira sur le front américain : il s’agit d’observer, à l’intérieur et à l’arrière des lignes allemandes, tout ce qui peut présenter intérêt (points de stationnement des unités, mouvements de concentration, convois, ouvrages de défense, matériel, etc.) et de passer aux Alliés les renseignements ainsi réunis. « René » utilisera pour cela les spécialistes de l’OCM qu’il a maintenant sous son commandement, et les liaisons qu’il a judicieusement organisées ; et les informations réunies seront passées par radio par « Vladimir »[7].
- Juillet

À la veille de la Libération de Caen, après avoir considérablement facilité la progression des troupes alliées, « René » est conduit  à faire lui-même mouvement vers le sud. Le 7, il réunit ses responsables de secteur pour leur annoncer le repli de son PC sur la Mayenne, les opérations de libération de Caen devant se déclencher, et sa mission l'appelant à rester sur les arrières de l'ennemi. Le soir, il fixe un rendez-vous à Henri Lampérière pour le lundi 10 à Ciral dans l'Orne, pour rétablir les liaisons avec le nouveau PC. Après le départ des agents de liaison, restent six personnes pour passer la nuit à la ferme : « René » ; « Vladimir » ;  le lieutenant Harry Cleary, un jeune pilote canadien ; un responsable local Jean Foucu ; et les fermiers.
Au petit matin du 8, les Grosclaude sont partis traire leurs vaches dans les champs. Vers 6 h et demi, « René » et Jean Foucu sortant de la maison, voient surgir deux sous-officiers allemands. Puis alors que, déjà, ceux-ci ont été abattus, tout un détachement entoure la ferme. « René » donne l’ordre de dispersion ; mais la fuite est aussi impossible que le combat est inégal : seul Jean Foucu parvient à éviter les tirs et à se mettre à l’abri ; les fermiers eux-mêmes ont réussi à se cacher, mais ils sont trahis par leur chien que les Allemands ont lâché et qui les trouve. Pris comme « René », ils seront comme lui, emmenés on ne sait où, et achevés. Aucune trace d’eux n’a jamais été retrouvée. « René » avait vingt ans.
Maurice Larcher et Harry Cleary, partis sans armes tant l'affaire avait été rapide, ont été rejoints et abattus à cinq cents mètres de la ferme.
Les Allemands, découvrant le matériel camouflé et l'émetteur radio, incendient la ferme.

## Identités
- État-civil : Jean Marie Joseph Renaud-Dandicolle
- Comme agent du SOE, section F :
  - Nom de guerre (field name) : « René »
  - Nom de code opérationnel : VERGER (qui signifie BEDEAU en français)
  - Nom d'emprunt (enregistrement SOE) : John Danby
  - Identité de couverture : Jean-Marie Demirmont
- Nom (pour les Résistants) : capitaine Jean
- Situation militaire :
  - en France : sans objet (?)
  - au Royaume-Uni : unité : SOE, section F ; grade : lieutenant, puis captain ; matricule : 297762

## Famille
- Son père : André Renaud-Dandicolle, consul général de Nicaragua, à Bordeaux.
- Sa mère : Germaine, née Gurchy.
- Son grand-père maternel : Maurice Gurchy, négociant en vins à Libourne, domicilié cours des Girondins. Il constitua le Domaine du Grand Puch autour du château vers 1890.
- Sa fiancée : Michelle Fontaine[10].

## Reconnaissance

### Distinctions

#### Grande-Bretagne
- Croix militaire (Military Cross), remise par le roi d’Angleterre à « John Danby », à titre posthume, pour actes de bravoure exceptionnels (4 décembre 1944, en présence des parents de Jean Renaud-Dandicolle).

#### France
- Chevalier de la Légion d'honneur ;
- Croix de guerre 1939–1945 avec palme.

### Monuments
- En tant que l'un des 104 agents du SOE section F morts pour la France, Jean Renaud-Dandicolle est honoré au mémorial de Valençay (Indre).
- Un monument élevé à la mémoire des cinq victimes du maquis de Saint-Clair se trouve à l'endroit où se produisit le drame du 8 juillet 1944, sur le plateau de Saint-Clair, à Pierrefitte-en-Cinglais (Calvados)[11]. Érigé en 1946 à la suite d'une souscription publique organisée par les anciens résistants regroupés en une Association du Souvenir du Maquis de Saint-Clair, il fut inauguré le 6 juillet 1947 lors d'une cérémonie présidée par le colonel Lejeune, représentant le général Koenig, en présence des autorités départementales et en présence des familles Renaud-Dandicolle, Larcher et Grosclaude. C’est à cette occasion que la croix de chevalier de la Légion d’honneur fut remise à Jean. Le monument a été construit avec des pierres provenant des ruines de la ferme Grosclaude, avec une croix de Lorraine en granit de Saint-Sever, sur un terrain offert par cette famille.
- Monument aux morts de Saint-Germain-du-Puch (Gironde), village où Jean Renaud-Dandicolle passa son enfance.
- Mémorial de Bayeux, panneau 19, colonne 1.
- Mémorial britannique de Ver-sur-Mer

### Bâtiment
- La commune de Saint-Germain-du-Puch (Gironde) a baptisé sa nouvelle école élémentaire du nom de Jean Renaud-Dandicolle le 26 septembre 2009.

### Voie
- La ville de Bordeaux a donné le nom de Jean Renaud-Dandicolle à une rue.

### Associations
- Association du souvenir du maquis de Saint-Clair, enregistrée à la préfecture du Calvados n° 1909 ; président d'honneur : général Kœnig.
- Les Amis de Jean Renaud-Dandicolle. Cette association perpétue le souvenir de Jean Renaud-Dandicolle. Siège : 11, avenue de l’Entre-deux-Mers, 33370 Sallebœuf, tél. 0556219132, Mél. : claude.mounic@wanadoo.fr.